# William Goh Seng Chye
William Goh Seng Chye (Singapura, 25 de junho de 1957) é um cardeal singapurense da Igreja Católica, arcebispo de Singapura.

## Biografia
William Goh estudou filosofia no Seminário Maior de Penang, na Malásia e teologia católica no seminário maior de Singapura. Foi ordenado sacerdote em 1 de maio de 1985 pelo arcebispo Gregory Yong Sooi Ngean. Depois de seu vicariato em Singapura, completou o curso de licenciatura teológica na Pontifícia Universidade Gregoriana de Roma. Após seu retorno, assumiu a paróquia de Saint Anne em Singapura em 1992/1993, mas em 1992 foi nomeado professor no Seminário de Singapura. Desde 2005 até 2012 foi Reitor do Seminário Maior São Francisco Xavier em Singapura.
O Papa Bento XVI o nomeou arcebispo coadjutor de Singapura em 29 de dezembro de 2012. Foi consagrado em 22 de fevereiro de 2013, na Singapore Expo, por Leopoldo Girelli, núncio apostólico em Singapura, Malásia e Brunei, coadjuvado por Nicholas Chia Yeck Joo, arcebispo de Singapura e por Murphy Nicholas Xavier Pakiam, arcebispo de Kuala Lumpur.
Com a aceitação da renúncia de Nicholas Chia por motivos de idade pelo Papa Francisco em 20 de maio de 2013, ele o sucedeu no cargo de arcebispo de Singapura.
Em 29 de maio de 2022, o Papa Francisco anunciou a sua criação como cardeal no consistório realizado em 27 de agosto. Recebeu o anel cardinalício, o barrete vermelho e o título de cardeal-presbítero de Santa Maria "Rainha da Paz" em Ostia Mare.